# معبد الرأس السوداء
معبد الراس السوداء هو معبد أثري كشف بالصدفة عن ذلك المعبد الرومانى عام 1936م عن طريق الصدفة في منطقة الرأس السوداء بسيدى بشر، وكان يقع في اطار منطقة سكنية حديثة، ويواجه ظروفًا بيئية صعبة من المياه الجوفية والصرف الصحى. وانقاذًا للمعبد قرر المجلس الأعلى للآثار SCA نقل المعبد عام 1995، واختير له موقعًا مرتفعًا ضمن منطقة جبانة اللاتين في وسط مدينة الإسكندرية امام قسم شرطة حى باب شرق على طريق الحرية. استغرق فك احجار المعبد واعادة بناؤها في المكان الجديد ستة أشهر. والجزء المتبقي منه الآن ليس معبدا بالمعني المفهوم بل هو عباره عن هيكل صغير.
يرجع تاريخ مقبرة اللاتين المعروفة باسم «الالباستر» إلى أوائل العصر البطلمى.
- تخطيط المعبد:
- الطابق الأول:

يتكون المعبد من طابقين، خصص الأسفل منهما للعبادة بينما العلوى لسكن كهنة المعبد، ولهذا يعتبر ذلك المعبد من المعابد الفريدة بين المعابد اليونانية والرومانية في مصر من حيث التخطيط. بُنىَ المعبد -كعادة المعابد الرومانية- على أرضية مرتفعة يمكن الوصول إليها عن طريق عشر درجات سلم في الواجهة الامامية للمعبد فقط. وتلك الدرجات مبنية بعرض واجهة المبنى بالكامل. تؤدى الدرجات إلى ردهة يتصدرها أربعة اعمدة من الرخام بتاج آيونى. في وسط الاعمدة يقوم عمود صغير تعلوه قدم نذرية ترتبط بقصة بناء المعبد.
خلف الاعمدة توجد الحجرة الرئيسية للمعبد وهي حجرة مربعة، وتلتصق بالجدار الشمالي مصطبة مسيدة من الحجر كانت تعلوه خمسة تماثيل من الرخام الأبيض:
تمثال لايزيس، وتمثال لحربوقراطيس، الثالث لــ «هرمانوبيس»، وتمثالان لاوزوريس الكانوبى وهم آلهة المعبد وجميعها حاليًا بالمتحف اليونانى الرومانى. وامام المصطبة مذبح صغير عُثِر بالقرب منه على تمثالان لابى الهول وهما لحماية المعبد من اى خطر قد يتعرض له.
- الطابق الثاني:

يمكن الوصول إليه عبر سلم ضيق في الجدار الشرقي للمعبد، ويضم سكن الكهنة. يتكون من حجرتين متشابهتين في طريقة بنائهما مع الطابق الأول مما يدل على أنها من نفس عصر المعبد وليست إضافة من عصور تالية. وقد تهدمتا الحجرتان إلى حدٍ كبير، ولا توجد اية نقوش على جدران المعبد الداخلية أو الخارجية.
- تكريس المعبد:
كرس معبد الرأس السوداء من قِبَل أحد الفرسان يدعى «ايزيدور» أي «هبة ايزيس»، والذي كان قد سقط من عربته الحربية فاصيبت قدمه ولما شُفيَت قدمه قدَّم نذرًا لايزيس عبارة عن قدم من الرخام الأبيض يرتدى حذاء أقيم فوق عمود مربع من الرخام سجل عليه نقش باليونانية يقول: «لقد اهدى ايزيدور صورة هذا القدم إلى الالهة التي حفظته بعد السقطة المميتة من العربة».
والمقصود بالالهة هنا هي المعبودة ايزيس التي كرّس لها ذلك المعبد.
يؤرخ المعبد بمنتصف القرن الثاني الميلادي.